# بيتر سيمون
بيتر سيمون (بالألمانية: Peter Simon)‏ هو سياسي ألماني، ولد في 4 أبريل 1967 في ألمانيا. حزبياً، نشط في الحزب الديمقراطي الاجتماعي الألماني. في انتخابات البرلمان الأوروبي 2009، انتخب عضو في البرلمان الأوروبي عن دائرة ألمانيا لترشحه ضمن قائمة الحزب الديمقراطي الاجتماعي الألماني، وقد انضم خلال فترته النيابية (14 يوليو 2009 – 30 يونيو 2014) للكتلة البرلمانية التحالف التقدمي للاشتراكيين والديمقراطيين وفي انتخابات البرلمان الأوروبي في ألمانيا 2014 ‏، انتخب عضو في البرلمان الأوروبي عن دائرة ألمانيا لترشحه ضمن قائمة الحزب الديمقراطي الاجتماعي الألماني، وقد انضم خلال فترته النيابية (1 يوليو 2014 – ) للكتلة البرلمانية التحالف التقدمي للاشتراكيين والديمقراطيين.